# Simulium duboisi
Simulium duboisi är en tvåvingeart som beskrevs av Alex Fain 1950. Simulium duboisi ingår i släktet Simulium och familjen knott. Inga underarter finns listade i Catalogue of Life.